# Oreobates sanderi
Oreobates sanderi là một loài ếch trong họ Strabomantidae; it was formerly placed in the "Leptodactylidae" assemblage.
Nó được tìm thấy ở Bolivia và có thể Peru. Môi trường sống tự nhiên của chúng là rừng mây ẩm nhiệt đới và cận nhiệt đới. Nó không được xem là bị đe dọa theo IUCN.